# Maria Dickin
Maria Elisabeth Dickin (Londres, 22 de septiembre de 1870 – Londres, 1 de marzo de 1951) fue una reformadora social, pionera del bienestar animal, fundadora de la organización benéfica Dispensario Popular para Animales Enfermos (PDSA) y en 1943 estableció la Medalla Dickin destinada en exclusiva a premiar a animales por sus acciones destacadas en época de guerra, considerada el equivalente animal de la Cruz Victoria.

## Biografía
Maria Dickin nació en 1870 en el barrio londinense de South Hackney, Middlesex (actualmente el London Borough of Hackney) y era la hija mayor de los ocho hijos que tuvieron William George Dickin, un ministro metodista, y Ellen Maria Exell Dickin.
En la década de 1890, abrió un estudio de canto en el centro de Londres. Trabajo que abandono tras casarse en 1899 con su primo hermano, Arnold Francis Dickin, un contador; aunque no tuvieron hijos, después de casarse se quedó en casa, atendiendo a invitados de alto perfil de la política, los negocios y el derecho. Para mantenerse ocupada decidió dedicarse al trabajo social. Atendió a los enfermos y pobres del East End de Londres y se horrorizó al descubrir la enorme pobreza que allí había. Sin embargo, fue el sufrimiento de los animales lo que más le impresionó.
En 1905 compiló y publicó Suggestive Thoughts from the Temple (1905), una colección de dichos del ministro londinense Reginald John Campbell.
En 1917, fundó el Dispensario Popular para Animales Enfermos (PDSA; siglas en inglés de People's Dispensary for Sick Animals), en un sótano de Whitechapel. El letrero en la puerta del dispensario reflejaba la intención de Dickin de brindar atención veterinaria humanitaria a las mascotas cuyos dueños no podían costearla: «Traigan a sus animales enfermos/No los dejen sufrir/Todos los animales tratados/Todo el tratamiento es gratuito». En 1921, añadió una unidad móvil tirada por caballos para tratar a más animales y llevar educación sanitaria a otros barrios; esta fue la primera de una flota de clínicas veterinarias itinerantes. Abrió un hogar de descanso para caballos y burros en 1928, y en 1929 fundó Busy Bees, un club infantil centrado en el bienestar animal.
En 1929 fue nombrada oficial de la Excelentísima Orden del Imperio Británico (OBE) y en 1948 se convirtió en comandante de la Orden del Imperio Británico (CBE). En 1943, durante la Segunda Guerra Mundial, estableció la Medalla Dickin destinada en exclusiva a animales. La medalla se considera el equivalente animal de la Cruz Victoria y fue creada para reconocer «el valor sobresaliente en el deber» de los animales durante conflictos bélicos. Desde entonces, se ha otorgado a más de setenta animales por sus actos heroicos.  En 1950, publicó sus memorias tituladas The Cry of the Animal.

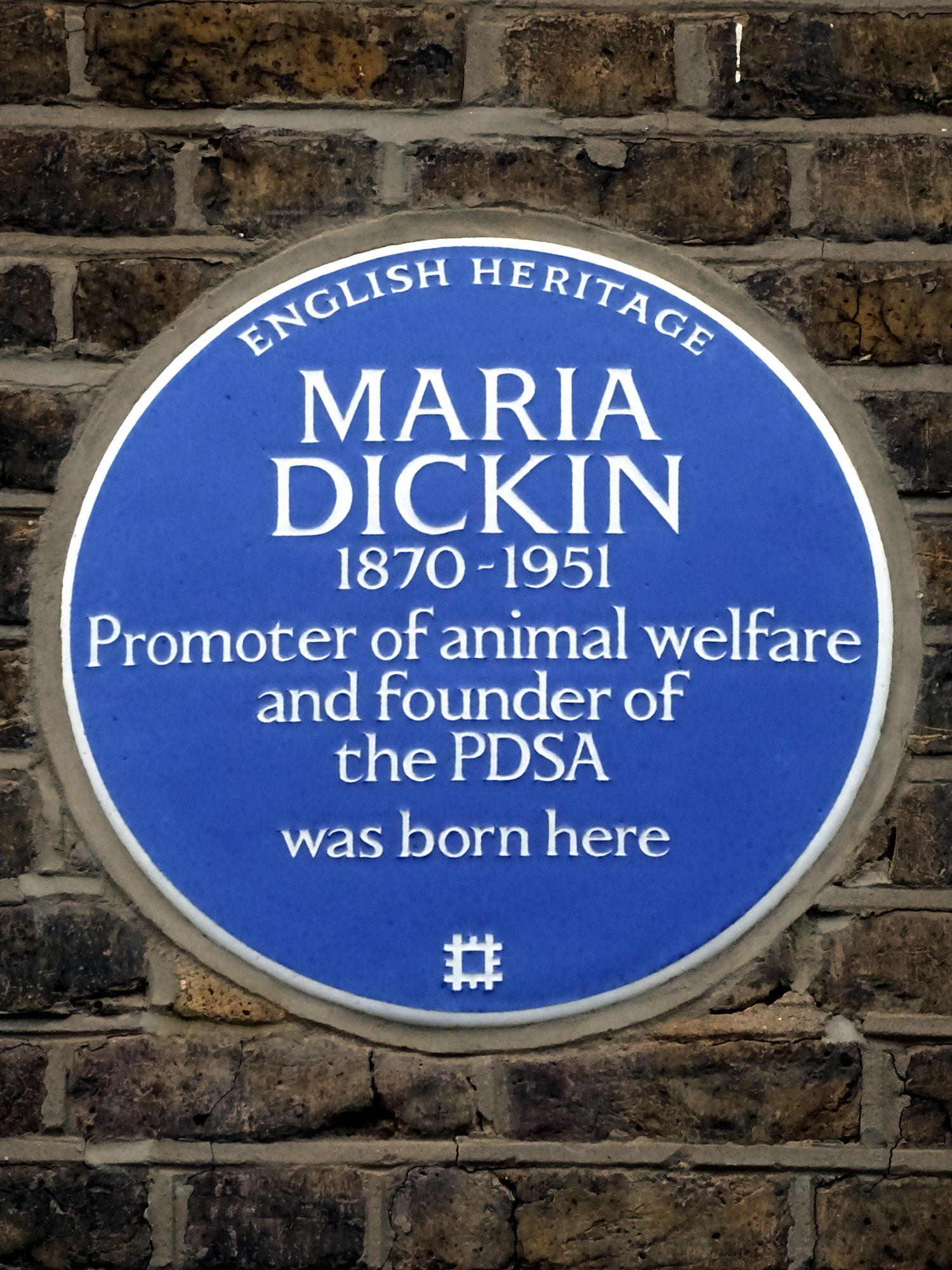
Placa azul en el edificio donde nació Dickin en Hackney.

Dickin, cuyos esfuerzos dependían más del trabajo de voluntarios aficionados que de veterinarios cualificados, fue criticada por el Real Colegio de Cirujanos Veterinarios, considerándola «peligrosa». «Si tanto les preocupa el tratamiento adecuado de los animales enfermos de los pobres», respondió a las críticas de la asociación profesional, «hagan el mismo trabajo que nosotros. En lugar de dedicar su energía y tiempo a obstaculizarnos, dedíquenlo a lidiar con esta masa de miseria».
Dickin murió en Londres en 1951 de bronconeumonía gripal, a la edad de 80 años.

## Legado
En octubre de 2015, English Heritage colocó una placa azul conmemorativa en el edificio donde nació, en el n.º 41 de Cassland Road (anteriormente n.º 1 de Farringdon Terrace) en Hackney (Londres).